# Acanthodelta ochrocraspeda
Acanthodelta ochrocraspeda là một loài bướm đêm trong họ Noctuidae.